# XVideos
XVideos là một trong các trang web chia sẻ và xem video khiêu dâm. Trang web này được đăng ký với tên WGCZ Holding, một công ty Séc. Tính đến  tháng 11 năm 2019, XVideos là trang web được truy cập nhiều thứ 68 trên thế giới.
Trong năm 2012, người ta ước tính rằng trang web này đã truyền video với tốc độ trên một terabyte mỗi giây, tương đương với 1/15 của băng thông mạng nối từ London đến New York.